# アイス・エイジ (映画)
『アイス・エイジ』（原題: Ice Age）は、2002年のアメリカのコンピュータアニメーション映画。

## ストーリー
氷河期を前に動物たちが南へ大移動する中、なぜかマンモスのマニーだけは一匹北へ向かっていた。時を同じくして、家族に置いていかれたナマケモノのシドは、サイ達の怒りを買い逃げているところをマニーに助けられる。マンモスと一緒にいれば襲われることはないだろうと、シドはマニーについていくことにするが、マニーはシドを邪険に扱う。一方、サーベルタイガーの一群は、人間への恨みから、野営地を襲って人間の赤ん坊を狙う計画を立てる。翌早朝に計画は決行され、ディエゴは赤ん坊をかくまった母親を追い詰めることに成功するが、母親は赤ん坊と共に滝の下へ飛び込んでしまう。ディエゴは獲物を逃したことをリーダーのソトに咎められ、人間の赤ん坊を捕らえて人間の村の手前にあるハーフピークまで連れてくるよう命じられる。
赤ん坊と母親は川岸に流れ着いたところをマニーとシドに発見されるが、母親は子供を残して絶命する。シドは2匹で赤ん坊を人間の元へ返そうと提案するが、マニーは冷たく突き放す。口論の最中、ディエゴが彼らの元へ現れ、「自分が連れて行くのが迷子になることも雪に埋もれることもなく一番早い」と赤ん坊を連れて行こうとする。一方のマニーはディエゴを信用出来ず、彼を道案内役として3匹で行動することを提案する。自分だけではマンモスに立ち向かえないと悟ったディエゴは、ひとまずこの提案を受け入れることにする。旅を始めたその晩、寝静まった一行の元へディエゴの仲間・ジークとオスカーがディエゴを訪ねてくる。彼らはすぐにでも赤ん坊を連れ去るつもりでいたが、ディエゴがマニーを指差し「ハーフピークで仲間全員で襲いかかれば赤ん坊と一緒にマンモスも捕らえられる」と提案すると、それを期待して再びどこかへ消えていく。
翌朝からも旅は続き、3匹と1人は互いに打ち解け始めたかのようにみえた。ディエゴの道案内により着実に人間の村への歩みを進めるが、それと同時にソト達が待つハーフピークも近付いてくる。道すがら、洞窟の壁画群を見たマニーは、人間の狩猟により家族を失った過去を思い出す。遂にハーフピークも目前となった時、火山で足下の氷河が溶け始め、一行は窮地に陥る。ディエゴも危うく溶岩に落ちかけるが、マニーの命懸けの救出により一命を取り留める。ディエゴがマニーになぜ自分を助けたかと問うと、ただ一言「仲間だから」と返される。ハーフピークを間近に控えた夜、焚き火を囲んで談笑していると、遂に赤ん坊が立って歩くようになった。自分の方へ歩いてくる赤ん坊に最初は困惑するディエゴだったが、結局はそれを優しく受け入れる。そして、合流する仲間達のことを思い悩む。
翌朝、遂にディエゴはハーフピークを往く一行に真実を告げる。怒ったマニーとシドはディエゴを突き放すが、ディエゴは2匹を説得し、助けの術として一計を案じる――彼がソト達と合流すると、彼らの目の前には赤ん坊を抱いたシドがいた。ソトは今にも飛び出しそうなジークとオスカーにマンモスが来るまで待つよう言うが、ディエゴが行きたいなら行けと伝えると、2匹はたまらずシドめがけて走って行く。一方のシドは雪下に隠した木の板で雪上を滑って逃げ、抱いていた赤ん坊も実は雪だるまであった。更にシドを追うと、待ち伏せていたマニーが応戦し、遂に2匹を倒すことに成功する。しかし安心したのも束の間、マニーと赤ん坊のそばにはソトが待ち伏せていた。遂に対峙したマニーとソト、ジーク、オスカーの間に、ディエゴが割って入る。最初はマニーとディエゴも善戦するが、ディエゴはマニーに襲いかかろうとするソトの前に立ちはだかり、彼の牙を受けて瀕死となる。マニーが赤ん坊に気を取られたソトをつららによってあやめると、それを見たジークとオスカーも逃げ去り、遂に戦いは終わる。力尽きたディエゴは2匹に自分を置いていけと言う。そしてマニーがディエゴになぜ自分を助けたか問うと、「仲間だから」と返され、ディエゴはそのまま気を失ってしまう。
2匹は村へ戻る人間の隊列に追いつき、赤ん坊の父親の前に立つ。危機を察した人間達がマニーに襲いかかろうとするが、マニーが赤ん坊を差し出すと、子供との再開に喜ぶ父親は返礼として装飾品をマニーの牙にかけてやった。目的を果たし、ようやく南へ行く決心が付いたマニーとシドであったが、父親に抱かれ離れて行く赤ん坊の視線の先には、ディエゴがこちらへ向かって歩いてくる姿があった。

## キャラクター
マニー（マンフレッド）
声 - レイ・ロマーノ、日本語吹替 - 山寺宏一（予告編では玄田哲章）
マンモス。
動物達が揃って南へと移動する中、何故か独り北へと歩き続ける。
前述の行動が示すように、いかにも気難しい性格で仲間達に強く当たるが、要所要所で情け深い一面も覗かせる。
当初は常に孤独で居ようと思っていたが、シドやディエゴ、ロシャンとの出会い、旅路は彼の心境に大きな変化をもたらすことに。
シド
声 - ジョン・レグイザモ、日本語吹替 - 太田光（予告編では堀内賢雄）
ノスロテリオプス（ナマケモノ）。
仲間から見捨てられ、挙句の果てにブロントテリウム（サイ）達に命を狙われたところをマニーと出会う。
当初は自分の保身しか考えない上で強引にマニーに同行していたが、ロシャンと出会い同情で保護した後、親元に返そうと決心。一応、三者の意見が一致し、仲間として旅をすることになる。
一行ではお調子者で三枚目なボケ役。当初はマニーとディエゴに煙たがられていたが、緊迫した雰囲気のマニーとディエゴの間に彼の存在があったのは大きく、ディエゴもそのことを続編であるアイスエイジ2で言及している。
ナマケモノだが運動神経は良く、劇中ではフットボールやアイススケート、スノーボードなどを披露。
ラストにて「氷河期なんて古い。これからの流行は地球温暖化。」と現実世界を皮肉った台詞を言うが、これが続編で実現することになる。
ディエゴ
声 - デニス・リアリー、日本語吹替 - 竹中直人（予告編では磯部勉）
スミロドン（サーベルタイガー）。
群れのリーダーであるソトの命令でロシャンを狙う。マニーとシドからロシャンを奪うため、人間の群れへの案内役と称して旅に同行する。
初登場時はいかにも冷徹でシリアスなキャラに見えたが、旅を続けていく内にコミカルな面が露出していく。
元々情のあるところが彼の本質だったのか、旅を続けるにつれ、親しくなっていく仲間達に次第に罪悪感を抱き、自身の目的を告白し、ソト達に戦いを挑む。
ロシャン
声 - タラ・ストロング
家族と離れ離れになったホモ・サピエンス（人間）の赤ん坊。
劇中では名前が出てくることは無く、主に"pinky"、吹替版では「ピンクちゃん」等と呼ばれる。
とりたてて厄介なタイプの子ではないが、人間の赤ん坊というのはそれだけで手のかかるものであり、三匹もなかなかに手を焼かされることになる。
スクラット
声 - クリス・ウェッジ
ドングリが大好きな、リス（squirrel）とネズミ（rat）の合いの子のような架空の動物。
シリーズ通して、物語本編とは無関係なところに登場してはギャグを披露するコメディリリーフ。
ドングリに対するその執念は並大抵のものではない。
他のキャラクターと違い、スクラットは架空の動物であるが、2011年にアルゼンチンで「クロノピオ・デンティアクトゥス（Cronopio dentiacutus）という映画に登場するスクラットによく似たリスの化石が発見されている。
ソト
声 - ゴラン・ヴィシュニック、日本語吹替 - 壌晴彦
人間に対して深い恨みを持つ、サーベルタイガーの群れのボス。
ディエゴにロシャンを攫うよう命令。さらには貴重な獲物としてマンモスのマニーの命も狙うことに。
DVD/BDにサーベルタイガー同士の関係性を明示するカットシーンが収録されているが、彼が群れのメンバーの中で、ディエゴに対して特に大きな信頼を寄せているといった描写が見られた。
ジーク
声 - ジャック・ブラック、日本語吹替 - 梅津秀行
残忍なボスのソトやクールなディエゴとは違った、下っ端的な雰囲気を醸し出すサーベルタイガー。
そのキャラクターはどこか憎めないユニークなもの。
オスカー
声 - ディードリック・ベーダー、日本語吹替 - 安原義人
サーベルタイガーの群れの一匹。
ディエゴとは不仲なのか、彼に対しては皮肉な言動が目立つ。前述のカットシーンでもディエゴに対して反抗的な態度が見られた。

## スタッフ
- 監督：クリス・ウェッジ
- 共同監督：カルロス・サルダーニャ（英語版）
- 製作：ロリー・フォート
- 製作総指揮：クリストファー・メレダンドリ
- 原案：マイケル・J・ウィルソン
- 脚本：マイケル・J・ウィルソン（英語版）、ピーター・アッカーマン（英語版）、マイケル・バーグ（英語版）
- 音楽：デヴィッド・ニューマン

## 日本語版主題歌
- 「一雫」 ZONE

## 本作品に登場する動物
- アリクイ
- モエリテリウム
- ブロントテリウム（フランク）
- エンボロテリウム（カール）
- オオカミ
- ドードー
- ドエディクルス
- メガロニクス（シド）
- スミロドン（ディエゴ）
- ホモテリウム
- マクラウケニア
- マンモス（マニー）
- 架空のリスの祖先（スクラット）
- ダイコクコガネと思しき糞虫:一家で登場したが何故か子供まで成虫であった
- クロマニヨン人

## テレビ放映
- 2010年1月5日にテレビ東京系局のテレビ大阪で『火曜ゴールデン劇場』としてローカル放送された。
- 2010年8月24日にTBS系局のあいテレビでローカル放送された。